# Vies imaginaires
Vies imaginaires est un ouvrage de Marcel Schwob, publié en juin 1896, qui se présente comme un recueil de 22 courtes biographies où l'auteur affirme ne pas se préoccuper du vrai : « Le biographe, comme une divinité inférieure, sait choisir parmi les possibles humains, celui qui est unique».
Les Vies imaginaires paraissent la première fois dans Le Journal à partir du 29 juillet 1894 qui prévient les lecteurs en ces termes : « Nous inaugurons aujourd'hui la série : Vies de certains poëtes, dieux, assassins et pirates, ainsi que de plusieurs princesses et dames galantes, mises en lumière et disposées selon un ordre plaisant et nouveau par Marcel Schwob. »
Marcel Schwob s’écarte ouvertement des grands modèles antiques de la « biographie », à commencer par Plutarque et Suétone. Il inaugure ainsi une pratique nouvelle qui ouvre la voie de Pascal Quignard, Pierre Michon, Jorge Luis Borges et Roberto Bolaño.

### Source primaire
- Marcel Schwob, Vies imaginaires, Paris, Charpentier et Fasquelle, 1896 (version numérisée sur le projet Gutenberg).